# Janina Hlebowiczówna
Janina Hlebowiczówna (ur. - zm.) – pedagog, działaczka harcerstwa przed 1939.  
Była drużynową wileńskiej V Drużyny im. Józefa Sułkowskiego. Pracowała w IX szkole średniej z polskim językiem wykładowym w Wilnie, w której uczyła chemii. Wspomniana szkoła powstała z połączenia dwóch szkół przedwojennych, tj. Gimnazjum i Liceum oo. Jezuitów oraz Gimnazjum i Liceum SS. Najświętszej Rodziny z Nazaretu. W czasie okupacji uczyła w tajnych zorganizowanych kompletach szkolnych w Wilnie. Po aresztowaniu przez Gestapo Heleny Straszyńskiej przejęła na parę miesięcy jej obowiązki jako kierownika Uniwersyteckiego Ośrodka Zorganizowanego Polskiego Szkolnictwa Tajnego w Wilnie. 